# Alsótold
Alsótold – wieś i gmina w północnej części Węgier, w pobliżu miasta Pásztó.
Miejscowość leży na obszarze Średniogórza Północnowęgierskiego i należy do powiatu Pásztó, wchodzącego w skład komitatu Nógrád.
Gmina Alsótold liczy 257 mieszkańców (2009) i zajmuje obszar 7,86 km².